# مارك بانرمان
مارك بانرمان (بالإنجليزية: Marc Bannerman)‏ هو ممثل أيرلندي، ولد في 15 أغسطس 1973 في دبلن في جمهورية أيرلندا.

## وصلات خارجية
- مارك بانرمان على موقع IMDb (الإنجليزية)
- مارك بانرمان على موقع قاعدة بيانات الفيلم (الإنجليزية)